# Круглое (Липецкий район)
Кру́глое — село Стебаевского сельсовета Липецкого района Липецкой области.

## История
По ревизским сказкам известно с 1824 г. как д. Дмитриевская (Круглая). В 1835 г. имело 758 жителей. По данным 1859 г. — село владельческое Рожествено (Рождествено, Холмогоры, Круглое), при отвершке Крутом Верхе и пруде, 96 дворов.

## Название
Название — по какому-то местному признаку (круглый лес, круглая площадка на месте первоначальной застройки).

## Население
| 1859 | 2010 | 2012 |
| ---- | ---- | ---- |
| 923  | ↘6   | ↗11  |